# Phényléthylamine
Pour les articles homonymes, voir PEA.
La phényléthylamine (PEA) est un composé aromatique de formule C6H5C2H4NH2, constitué d'un cycle benzénique substitué par un groupe éthyle, lui-même substitué par un groupe amine. Du fait que ce groupe amine puisse être sur l'un ou l'autre carbone du groupe éthyle, la phényléthylamine existe sous la forme de deux isomères :
- la 1-phényléthylamine, où le même atome de carbone porte les groupes phényle et amine, et forme donc une molécule chirale ;
- la 2-phényléthylamine, où les groupes phényle et amine sont sur des atomes différents.

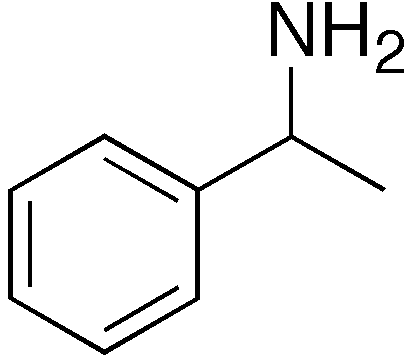
1-Phényléthylamine.
2-Phényléthylamine.

Sans autre précision, le terme « phényléthylamine » désigne généralement la 2-phényléthylamine. Il désigne même en fait la famille des phényléthylamines substituées, une classe de composés dont la structure dérive de celle de la 2-phényléthylamine qui peuvent être des alcaloïdes, des hormones, des neurotransmetteurs, des stimulants divers, des produits hallucinogènes, entactogènes, anorexigènes, bronchodilatateurs ou antidépresseurs.
La structure des phényléthylamines peut être retrouvée dans la MDMA, la mescaline et les amphétamines de manière générale. Le chocolat en contient aussi,. Il est cependant suspecté que cette phényléthylamine soit dégradée par la digestion et n'atteigne jamais le système circulatoire.

Structure générale des phényléthylamines.

Les phényléthylamines substituées modifient l'anneau phényle et le groupe aminé :
- les amphétamines (alpha-méthyl-phénéthylamine) sont des phényléthylamines qui portent un groupe méthyle sur le carbone en α du groupe amine ;
- les catécholamines portent deux groupes hydroxyde en position 3 et 4 de l'anneau phényle ;
- la phénylalanine et la tyrosine portent un groupe carboxyle en position alpha.